# Ctenocompa siderarcha
Ctenocompa siderarcha är en fjärilsart som beskrevs av Edward Meyrick 1905. Ctenocompa siderarcha ingår i släktet Ctenocompa och familjen säckspinnare. Inga underarter finns listade i Catalogue of Life.